# Tri Nations 2004 (Rugby League)
Die Tri Nations 2004 waren die zweite Ausgabe des Rugby-League-Turniers Tri Nations und wurden in Großbritannien ausgetragen, abgesehen vom Eröffnungsspiel, das in Auckland stattfand. Im Finale gewann Australien 44:4 gegen Großbritannien und gewann damit die Tri Nations zum zweiten Mal.

## Austragungsorte
| Stadt        | Stadion                    | Kapazität |
| ------------ | -------------------------- | --------- |
| Auckland     | North Harbour Stadium      | 25.000    |
| Huddersfield | Galpharm Stadium           | 24.500    |
| Hull         | KC Stadium                 | 25.400    |
| Leeds        | Elland Road                | 37.890    |
| London       | Loftus Road                | 18.439    |
| Manchester   | City of Manchester Stadium | 47.726    |
| Wigan        | JJB Stadium                | 25.138    |

## Tabelle
|     | Team                   | Spiele | Siege | Unent. | Ndlg. | Spiel- punkte | Diff. | Tabellen- punkte |
| --- | ---------------------- | ------ | ----- | ------ | ----- | ------------- | ----- | ---------------- |
| 01. | Vereinigtes Königreich | 4      | 3     | 0      | 1     | 80:60         | + 20  | 6                |
| 02. | Australien             | 4      | 2     | 1      | 1     | 72:60         | + 12  | 5                |
| 03. | Neuseeland             | 4      | 0     | 1      | 3     | 64:95         | - 32  | 1                |

### Ergebnisse
| 16. Oktober | Neuseeland      | 16 : 16 | Australien | North Harbour Stadium, Auckland Zuschauer: 19.118 Schiedsrichter: Russell Smith |
| 16. Oktober | (12:16) Bericht |         |            | North Harbour Stadium, Auckland Zuschauer: 19.118 Schiedsrichter: Russell Smith |

| 23. Oktober | Australien     | 32 : 12 | Neuseeland | Loftus Road, London Zuschauer: 16.752 Schiedsrichter: Russell Smith |
| 23. Oktober | (8:12) Bericht |         |            | Loftus Road, London Zuschauer: 16.752 Schiedsrichter: Russell Smith |

| 30. Oktober | Vereinigtes Königreich | 8 : 12 | Australien | City of Manchester Stadium, Manchester Zuschauer: 38.572 Schiedsrichter: Glen Black |
| 30. Oktober | (8:4) Bericht          |        |            | City of Manchester Stadium, Manchester Zuschauer: 38.572 Schiedsrichter: Glen Black |

| 6. November | Vereinigtes Königreich | 22 : 12 | Neuseeland | Galpharm Stadium, Huddersfield Zuschauer: 20.372 Schiedsrichter: Tim Mander |
| 6. November | (2:12) Bericht         |         |            | Galpharm Stadium, Huddersfield Zuschauer: 20.372 Schiedsrichter: Tim Mander |

| 13. November | Vereinigtes Königreich | 24 : 12 | Australien | JJB Stadium, Wigan Zuschauer: 25.004 Schiedsrichter: Glen Black |
| 13. November | (18:6) Bericht         |         |            | JJB Stadium, Wigan Zuschauer: 25.004 Schiedsrichter: Glen Black |

| 20. November | Vereinigtes Königreich | 26 : 24 | Neuseeland | KC Stadium, Hull Zuschauer: 23.377 Schiedsrichter: Tim Mander |
| 20. November | (4:12) Bericht         |         |            | KC Stadium, Hull Zuschauer: 23.377 Schiedsrichter: Tim Mander |

## Finale
| 27. November | Vereinigtes Königreich | 4 : 44         | Australien | Elland Road, Leeds Zuschauer: 39.120 Schiedsrichter: Russell Smith |
| 27. November | Versuche: Reardon      | (0:38) Bericht | Versuche: Minichiello (2), Tonga (2), Lockyer, Mason, Sing Erhöhungen: Lockyer (6/6) Fitzgibbon (1/1) Straftritte: Fitzgibbon (1/1) | Elland Road, Leeds Zuschauer: 39.120 Schiedsrichter: Russell Smith |

| 1                  | Paul Wellens    |
| 2                  | Brian Carney    |
| 3                  | Martin Gleeson  |
| 4                  | Keith Senior    |
| 5                  | Stuart Reardon  |
| 6                  | Iestyn Harris   |
| 7                  | Sean Long       |
| 8                  | Stuart Fielden  |
| 9                  | Terry Newton    |
| 10                 | Adrian Morley   |
| 11                 | Jamie Peacock   |
| 12                 | Andrew Farrell  |
| 13                 | Paul Sculthorpe |
| Auswechselspieler: |                 |
| 14                 | Danny McGuire   |
| 15                 | Paul Johnson    |
| 16                 | Ryan Bailey     |
| 17                 | Sean O’Loughlin |

| 1                  | Anthony Minichiello |
| 5                  | Matt Sing           |
| 3                  | Shaun Berrigan      |
| 4                  | Willie Tonga        |
| 2                  | Luke Rooney         |
| 6                  | Darren Lockyer      |
| 7                  | Brett Kimmorley     |
| 8                  | Shane Webcke        |
| 9                  | Danny Buderus       |
| 10                 | Petero Civoniceva   |
| 11                 | Andrew Ryan         |
| 12                 | Nathan Hindmarsh    |
| 13                 | Tonie Carroll       |
| Auswechselspieler: |                     |
| 14                 | Craig Wing          |
| 15                 | Mark O’Meley        |
| 16                 | Craig Fitzgibbon    |
| 17                 | Willie Mason        |